# Liquida
Liquida, liquide of vloeiklank is in de taalkunde de aanduiding voor l-achtige en r-achtige klanken, respectievelijk de lateralen en de tremulanten of rhotics. Het gaat om medeklinkers, behorend tot de klasse van de sonoranten, waartoe ook de nasalen en de halfklinkers /j/ en /w/ behoren. In vrijwel alle talen van de wereld (ruim 95%) komt ten minste één liquida voor. Het Nederlands kent er twee als foneem, de /l/ en de /r/. Hoewel deze klanken dicht bij elkaar liggen, kunnen ze beide fonetisch op zeer uiteenlopende manieren worden gearticuleerd. In sommige andere talen, zoals het Koreaans, zijn deze twee liquidae geen fonemen maar allofonen, hetgeen de Nederlandse taal zeer lastig te leren maakt voor bijvoorbeeld Koreanen.

## Herkomst
De term liquida is ontleend aan het Latijn. De Romeinen namen het begrip over van de Grieken, die met de aanduiding ὑγρός (= vloeibaar) niet alleen de /l/ en de /r/ bedoelden, maar ook de nasalen /m/ en /n/. De gedachte hierachter was dat de liquidae een bepaald sóórt medeklinkers zijn: sonoorder, "klinkender" dan andere medeklinkers, maar toch niet zo sonoor als een echte klinker. Ze konden immers niet als drager van een lettergreep dienen: iedere lettergreep moest altijd een klinker bevatten. Tegenover de liquidae stonden de (litterae) mutae, de zogenaamde "stomme" consonanten /t/, /d/, /p/, /b/, /k/. In het Latijn vielen hier ook nog /g/ en /c/ onder, in het Oudgrieks ook th (θ, thèta), ph (φ, phi) en ch (χ, chi).
Een ezelsbruggetje om te onthouden welke medeklinkers in deze "klassieke" definitie tot de liquidae behoren, is het woord molenaar, dat ze alle bevat. De aanduiding liquidae wordt thans in de fonetiek echter gereserveerd voor de /l/ en de /r/: de nasalen vallen er buiten.

## Fonetische kenmerken

### Continuant
Alle medeklinkers die lang kunnen worden aangehouden zonder dat hun kwaliteit verandert, worden continuanten genoemd: de meeste liquidae behoren tot deze groep. De /l/ wordt beschreven als laterale continuant: deze klank wordt gearticuleerd doordat lucht aan de zijkanten van de tong ontsnapt. De /r/ is eveneens een continuant, maar dan een rolklank of tremulant.

### Sonorant
Een ander begrip is bovendien sonorant, waartoe de liquidae samen met de nasalen, de halfvocalen /j/ en de /w/ en, in de ruimste definitie, ook de vocalen zelf behoren. Het klinkerachtige karakter van de betrokken medeklinkers wordt ermee benadrukt.

### Vocalisatie
In weerwil van de klassieke opvatting dat iedere lettergreep altijd een klinker moet bevatten, kunnen de liquidae wel degelijk een lettergreep dragen, en dus als een soort klinkers fungeren. Zo zijn de /r/ in de Tsjechische plaatsnaam Brno en de Kroatische plaatsnaam Krk lettergreepdrager. Hetzelfde geldt voor de tweede /l/ in het Engelse little (waarbij immers tussen de /t/ en de /l/ géén klinker ə wordt uitgesproken).

## Liquidae en taalverandering

### Metathese
Een van de kenmerken van liquidae is dat ze betrekkelijk vaak onderdeel zijn van metathese, zij het dat dit verschijnsel van klankomzetting zeker niet uitsluitend bij de liquidae voorkomt.
In het Nederlands zien we zo'n metathesis in het woordpaar vergen — vragen. Proto-Slavisch orbota ("werk") werd Bulgaars rabota. In het Gasconse krambo is de /r/ nog verder opgeschoven: het woord komt van het Latijnse camera en betekent nog steeds "kamer".

### Vocalisatie
In uiteenlopende talen hebben liquidae zich tot klinkers of halfklinkers ontwikkeld. De oorspronkelijke liquidae zijn te vinden door de betrokken woorden te vergelijken met cognaten in verwante talen. Ze kunnen ook naar voren komen door morfologische onregelmatigheden.
In het (standaard-)Nederlands is de /l/ na een /o/ of /a/ en vóór /d/ of /t/ overgegaan in een klinker: hout, koud en oud corresponderen met het Duitse Holz, kalt en alt, die de liquida behouden hebben.
In het Frans is de /l/ voor een andere medeklinker en aan het eind van een woord overgegaan in dezelfde klinker: bel werd beau en bels werd beaux, terwijl belle zo bleef als het was. Zo zijn ook onregelmatigheden als cheval: chevaux en vieux: vieille te verklaren.
In het Pools is de /l/ overgegaan in de halfklinker /w/. Grafisch laat de oorspronkelijke liquida zich nog zien: deze /w/ wordt gespeld als ł.
In de meeste Zwitserduitse varianten van Bern wordt de /l/ ook gevocaliseerd: de stad Biel in kanton Bern wordt als [ˈb̥iə̯w] uitgesproken.

## L-delateralisatie
Bij de historische ontwikkeling van woorden hebben liquidae nogal eens de neiging om in elkaar over te gaan. Dit blijkt als bijvoorbeeld de Latijnse en Franse woorden stella  en étoile worden vergeleken met de cognaten in het Engels (star), Duits (Stern) en Nederlands (ster). Ook de verschuiving in omgekeerde richting komt voor: het Spaanse woord voor papier is papel.

## Voetnoten
1. 1 2  Laura Walsh Dickey 1997: The Phonology of Liquids, pp.18 (abstract). Gearchiveerd op 6 april 2024.

Deze pagina bevat fonetische informatie in het IPA, die in sommige browsers mogelijk niet correct wordt weergegeven.
Waar symbolen in paren voorkomen, vertegenwoordigt het rechter teken een stemhebbende medeklinker. Gearceerde gebieden bevatten medeklinkers die worden beschouwd als onuitspreekbaar.
Zie ook: IPA, Klinkers